# Loco Rabia
Loco Rabia é uma editora argentina de histórias em quadrinhos. Foi fundada em Buenos Aires em 2008 pelo roteirista Alejandro Farias e pelo desenhista Marcos Vergara com o objetivo de publicar quadrinhos contemporâneos, tanto de autores consagrados quanto de artistas independentes, com tiragens de até 1.000 exemplares. Desde 2013 faz parte do coletivo editorial Mojito, que reúne, além da Loco Rabia, as editoras uruguaias Grupo Belerofonte, Dragón Comics e Estuario Editora. Em 2014, a Loco Rabia ganhou o 26º Troféu HQ Mix como "Destaque latino-americano", pela publicação da graphic novel El Viejo, em coedição com a editora uruguaia Dragón Comics.